# Bernhard Göhner
Bernhard Göhner  (* 20. Februar 1886 in Blumenthal/Unterweser; † 22. Februar 1974) war ein deutscher Politiker (KPD), Widerstandskämpfer und Gewerkschaftsfunktionär.

## Leben
Bernhard Göhner war Maschinist auf der Werft Bremer Vulkan im Kreis Blumenthal.
Kurz nach der Machtergreifung der Nationalsozialisten wurde ihm vorgeworfen, Nazis als „Abenteurer“ und „Parasiten“ bezeichnet zu haben. Im März 1933 wurde er wegen „Vorbereitung zum Hochverrat“ verhaftet und geriet zunächst in „Schutzhaft“ im Gefängnis Blumenthal. Er war dann fünf Monate im KZ Esterwegen und wurde im Februar 1934 entlassen.
Aufgrund der Misshandlungen im KZ war er arbeitsunfähig. Seine illegale Tätigkeit im Kampf gegen das NS-System setzte er fort.
Als er erfuhr, dass er wegen seiner Beteiligung am Aufbau des Widerstandsnetzwerks KPD und seiner Tätigkeit als Kassierer für eine KPD-Zelle auf der Werft erneut verhaftet werden sollte, floh er im Oktober 1936 in die Niederlande. Dort engagierte er sich insbesondere in der Internationalen Roten Hilfe (IRH), deren Leiter in den Niederlanden Jan Postma war.
1940 wurde Göhner in einem Krankenhaus in Amsterdam verhaftet, nach Bremen überführt und wegen „Vorbereitung zum Hochverrat“ erneut verurteilt. Nach seiner Haftentlassung aus dem Zuchthaus Brandenburg im Februar 1944 stand er bis Kriegsende unter Polizeiaufsicht.
In den Nachkriegsjahren engagierte er sich wieder als Gewerkschafter und Kommunist; außerdem auch in der VVN. In den 1960er Jahren wohnte er in der Grävenhorster Straße 20, einer Straße in Lobbendorf, die nach einer Ortslage am Rande der Gemeinde Löhnhorst benannt wurde.
Göhner starb 1974. Beigesetzt wurde er auf dem Friedhof Neu-Aumund. Zusammen mit seiner Ehefrau Margarete hat er zwei Töchter: Marga und  Wilma.